# Esman, Hluhiv
Esman (în ucraineană Есмань) este o așezare de tip urban din raionul Hluhiv, regiunea Sumî, Ucraina. În afara localității principale, mai cuprinde și satele Kalînivka și Lujkî.

## Demografie
Componența lingvistică a așezării de tip urban Esman
     Ucraineană (97,5%)
     Rusă (2,5%)
Conform recensământului din 2001, majoritatea populației așezării de tip urban Esman era vorbitoare de ucraineană (97,5%), existând în minoritate și vorbitori de rusă (2,5%).